# NGC 5915
NGC 5915 é uma galáxia espiral barrada (SBab) localizada na direcção da constelação de Libra. Possui uma declinação de -13° 05' 30" e uma ascensão recta de 15 horas, 21 minutos e 33,0 segundos.
A galáxia NGC 5915 foi descoberta em 5 de Junho de 1836 por John Herschel.